# Butterfly (album Mariah Carey)
Butterfly è il sesto album in studio di Mariah Carey, pubblicato nel 1997 dalla Columbia.

## Descrizione
Uscito per l'etichetta Columbia Records, fu il primo disco della cantautrice registrato dopo la fine del matrimonio con l'allora capo della Sony Music, Tommy Mottola. Alle registrazioni collaborarono anche produttori come The Trackmasters, Puff Daddy, Stevie J e Walter Afanasieff. In un'intervista nel 2006 al programma MTV Overdrive, la Carey considerò l'album "in anticipo sui tempi", e sostenne che apprezzava soprattutto le tracce Babydoll, Breakdown e The Roof.
La cantautrice considerava la title track un brano house; ciò è evidente anche in una traccia prodotta da David Morales, Fly Away (Butterfly Reprise), basata sulla canzone di Elton John Skyline Pigeon. Secondo un'altra intervista a Mariah, le donne abusate durante l'infanzia o le relazioni d'amore le hanno detto che Close My Eyes ha salvato le loro vite. Nel 1997 la cantautrice disse ad MTV che è stato il primo album a permettere di esprimere la sua personalità.
La rivista Rolling Stone premiò Butterfly con tre stelle e lo definì "un lavoro di transizione" per la Carey, affermatasi da allora tra le artiste più in vista dell'R&B moderno, e tra le prime a contaminarlo con l'hip hop. L'album racchiude una serie di generi che vanno dall'R&B al Soul ma anche influenze Gospel e ritmi hip hop. Invece All Music Guide premiò l'album con 5 stelle, considerandolo "uno dei migliori album della cantautrice , in grado di affinare e contaminare la sua musica come pochi altri negli anni novanta".
Butterfly debuttò al primo posto di Billboard, e nella prima settimana vendette 236 000 copie; rimase al numero uno per una sola settimana, nella top 20 per altre 21 e in classifica per le restanti 55, e nella quindicesima settimana arrivò a vendere addirittura 283 000 copie. Dalla RIAA fu premiato con cinque dischi di platino, e conteneva due dei singoli arrivati entrambe alla numero 1 della classifica di Billboard, Honey e My All. Dal disco furono pubblicati solo per promozione radiofonica Butterfly e Breakdown, mentre The Roof (Back in Time) e Whenever You Call furono pubblicati solo in alcuni Paesi. Al 2005 Butterfly ha venduto 16 milioni 500 mila copie, di cui 5 milioni nei soli Stati Uniti.

## Tracce
1. Honey – 5:00 (Mariah Carey, Sean Combs, Kamaal Fareed, Steven Jordan, Stephen Hague, Bobby Robinson, Larry Price, Malcolm McLaren)
2. Butterfly – 4:35 (Mariah Carey, Walter Afanasieff)
3. My All – 3:52 (Mariah Carey, Walter Afanasieff)
4. The Roof (Back in Time) – 5:14 (Mariah Carey, Jean Claude Oliver, Samuel Barnes, Albert Johnson, Kejuan Muchita, Cory Rooney)
5. Fourth of July – 4:22 (Mariah Carey, Walter Afanasieff)
6. Breakdown (feat. Bone Thugs-n-Harmony) – 4:44 (Mariah Carey, Anthony Henderson, Charles Scruggs, Stevie J.)
7. Babydoll – 5:07 (Mariah Carey, Missy Elliott, Cory Rooney, Stevie J.)
8. Close My Eyes – 4:21 (Mariah Carey, Walter Afanasieff)
9. Whenever You Call – 4:21 (Mariah Carey, Walter Afanasieff)
10. Fly Away (Butterfly Reprise) – 3:49 (Mariah Carey, Elton John, Bernie Taupin, David Morales)
11. The Beautiful Ones (feat. Dru Hill) – 6:59 (Prince)
12. Outside – 4:47 (Mariah Carey, Cory Rooney, Walter Afanasieff)

International edition
1. Honey (feat. Da Brat & JD) (So So Def Radio Mix) – 3:59 (Mariah Carey, Bobby Robinson, Larry Price, Malcolm McLaren, Freddie Perren, Alphonzo Mizell, Berry Gordy)
2. Honey (Def Club Mix) – 6:17 (Mariah Carey, Bobby Robinson)

Versione latino-americana
1. Mi Todo – 3:52 (Mariah Carey, Walter Afanasieff, Manny Benito)

## Posizioni in classifica
| Mondo             | Max posizione   |
| America del Nord  | Max posizione   |
| ----------------- | --------------- |
| USA Billboard 200 | 1 (1 settimana) |
| Canada            | 1 (1 settimana) |
| Europa            | Max posizione   |
| Olanda            | 1 (2 settimane) |
| UK                | 2               |
| Italia            | 2               |
| Svizzera          | 3               |
| Svezia            | 4               |
| Norvegia          | 5               |
| Austria           | 5               |
| Spagna            | 5               |

| Oceania       | Max posizione |
| ------------- | ------------- |
| Australia     | 1             |
| Nuova Zelanda | 4             |

## Premi e riconoscimenti
Il singolo Honey fu nominato ai Grammy Awards del 1998 come miglior performance R&B da un'artista femminile e miglior brano r&b, mentre Butterfly fu nominato come miglior performance pop da un'artista femminile. In Giappone l'album fu premiato come album dell'anno ai Gold Disc Awards in Giappone, e vinse anche agli IFPI Platinum Europe Awards. Agli American Music Award del 1998, la Carey fu premiata come miglior artista pop/r&b femminile grazie a Butterfly, mentre ai BMI Pop Awards ottenne il riconoscimento di autrice dell'anno per i brani Honey, Butterfly e My All. Inoltre la cantautrice ottenne il Blockbuster Entertainment Award come miglior artista femminile.